# راشوویته
راشوویته (به بلغاری: Rashovite) یک منطقهٔ مسکونی در بلغارستان است که در تریاونا واقع شده‌است.